# 岩手県道261号中里堀切線
岩手県道261号中里堀切線（いわてけんどう261ごう なかさとほりきりせん）は、岩手県一関市を通る一般県道である。

## 概要

### 路線データ
- 延長 : 3528.5 m[1]
- 起点：一関市舞川字中里（岩手県道206号相川平泉線交点）
- 終点：一関市舞川字堀切（岩手県道14号一関北上線交点）

## 歴史
- 2014年（平成26年）4月1日 - 終点の位置が一関市舞川字西平から一関市舞川字堀切に変更され、路線名が中里堀切線から中里堀切線になる[2]。

## 地理

### 通過する自治体
- 一関市

### 交差する道路
- 岩手県道206号相川平泉線（起点）
- 岩手県道14号一関北上線（終点）